# Бюраканская астрофизическая обсерватория
Бюраканская астрофизическая обсерватория имени В. А. Амбарцумяна НАН РА — одно из ведущих астрономических научных учреждений СНГ. Принадлежит Национальной академии наук Армении. В 2015 году Бюраканская астрофизическая обсерватория (БАО) получила статус регионального астрономического центра.
Обсерватория обладает рядом выдающихся инструментов мирового уровня. Главный инструмент обсерватории «ЗТА» — Зеркальный телескоп им. Амбарцумяна, с ситалловым зеркалом — один из крупнейших в Европе рефлекторов, второй по величине оптический телескоп на территории стран СНГ (2,64 м),
наряду с Крымским «ЗТШ» и армянским «РОТ-54/2.6». Камера Шмидта БАО — крупнейшая в СНГ и вторая в Европе (после Таутенбургской (1,3 / 2 м)). На момент ввода в эксплуатацию была третьей по величине в мире (после Таутенбургского и Паломарского (1,2 / 1,8 м) инструментов).
Обсерватория расположена в Арагацотнской области в Армении на южном склоне горы Арагац на высоте 1490 м на окраине села Бюракан. Комплекс зданий обсерватории является архитектурным памятником.
В 2011 году Бюраканский спектральный обзор неба Маркаряна был включён в международный реестр программы ЮНЕСКО «Память мира».

## История
Бюраканская обсерватория была основана в 1946 году по инициативе на то время член-корреспондента АН СССР Виктора Амазасповича Амбарцумяна, впоследствии долгое время бывшего её директором.
Строительство комплекса началось весной 1946 года под руководством Самвела Сафаряна. В год основания обсерватории был создан журнал «Сообщения Бюраканской обсерватории». Обсерватория получила ряд небольших инструментов, с помощью которых начались исследования молодых звёзд.
Одной из ведущих работ обсерватории стало изучение вспыхивающих звёзд, фуоров и объектов Хербига — Аро. В 1949 году в результате поляриметрических наблюдений звёзд было открыто явление собственной поляризации света звёзд.
Официальное открытие обсерватории состоялось 19 сентября 1956 года.
В 1961 году на территории обсерватории была создана станция Астрономического института им. В. В. Соболева (ранее АО (астрономическое отделение) ЛГУ). Основными инструментами станции были АЗТ-3 (D = 46 см) и АЗТ-14 (D = 48 см).
В 1971 году в Бюраканской обсерватории прошла Первая советско-американская конференция SETI.
В 1982 году был заключён договор о содружестве между Бюраканской обсерваторией и Астрономической обсерваторией Ленинградского университета. В рамках этого договора в Ленинграде и Бюракане были проведены совместные симпозиумы в 1984, 1985 и 1986 годах.
В конце 1980-х годов предполагался перенос Бюраканской обсерватории в место с более хорошим астроклиматом. Выбранным местом была база на востоке Армении, на горе Караглух в Ехегнадзорском районе, на отрогах 3ангезурского хребта, на высоте 2800 метров.
В 1988 году началась война в Карабахе, поэтому студенты-астрономы из астрономического отделения Ленинградского государственного университета впервые не поехали на летнюю практику в Бюракан. В ноябре 1993 года станция АО ЛГУ была законсервирована.
В 1998 году обсерватории было присвоено имя В. А. Амбарцумяна.

### Руководство

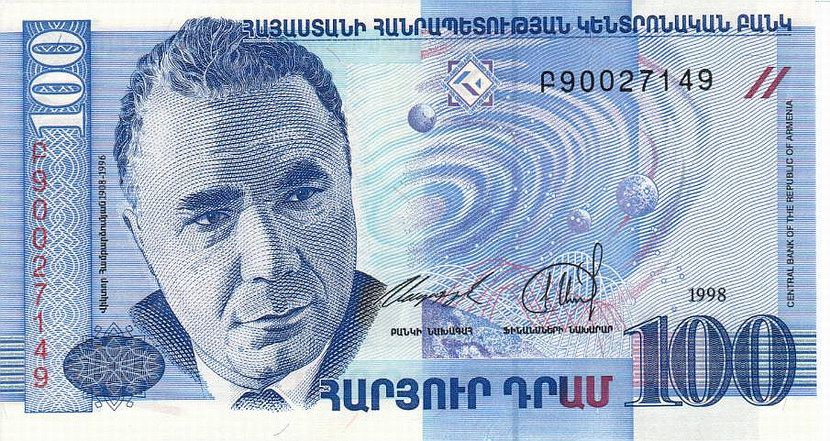
В. А. Амбарцумян на денежных купюрах Армении, 1998

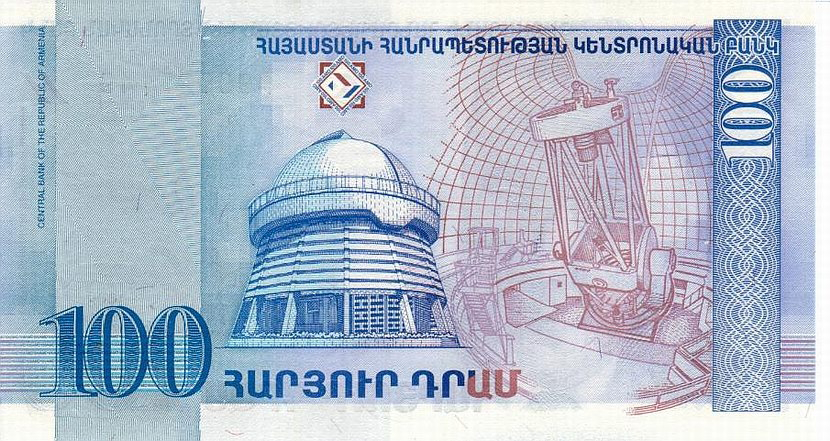
Бюраканская астрономическая обсерватория на денежных купюрах Армении, 1998

- 1946—1988 — Амбарцумян, Виктор Амазаспович — инициатор основания и первый директор обсерватории
- 1988—1993 — Хачикян, Эдуард Ефимович[9]
- 1993—1994 — Арутюнян, Айк Авакович[10] (и. о. директора)
- 1994—1999 — Петросян, Арташес Рубенович[11]
- 1999—2003 — Хачикян, Эдуард Ефимович[9] (второй срок)
- 2003—н. в. — Арутюнян, Айк Авакович[10] (второй срок)

## Инструменты обсерватории
На данный момент обсерватория располагает пятью инструментами. Крупнейшими телескопами являются построенный в 1976 году 2,64-метровый рефлекторный телескоп с ситалловым зеркалом (установлено в 1984 году, предыдущее зеркало передано телескопу «РОТ-54/2.6») и 1-метровый телескоп Шмидта — самый крупный телескоп Шмидта в СССР, один из крупнейших в мире среди телескопов Шмидта.
Другие инструменты — 53-сантиметровый телескоп системы супершмидт (аналог ВАУ (АЗТ-1, f=1800 ?)), 50-ти и 40-ка сантиметровые рефлекторные телескопы с электрофотометрами и электрополяриметрами.
С 1950 года начались работы по строительству радиотелескопов. Были построены 2 синфазные антенны для наблюдений на длине волны 4,2 м, а также две синфазные антенны для наблюдений на длине волны 1,5 м.
В состав обсерватории входит бывший филиал КМЗ (испытательный полигон Красногорского механического завода, где отрабатывались конструкции телескопов).
Первые инструменты:
- 1951 — 5-дюймовый двойной астрограф
- 1952 — 8/12-дюйма камера Шмидта
- 1953 — 10-дюймовый телескоп-спектрограф
- 1953 — небулярный телескоп (небулярный спектрограф АСИ-1 ?)
- 1960—102 см камера Шмидта — изготовлена в 1944 году, бывший подарок Муссолини от Гитлера, с целью создания обсерватории в Италии[15]
- Радиоастрономическая база в Сараванде (40°21′03″ с. ш. 44°14′26″ в. д.HGЯO — 3 км к северу от Бюракана): 4 радиотелескопа (синфазные антенны) с 1951 года на длинах волн 4,2, 1,5 и 0,5 м[16][17][18][19]

Современные инструменты:
- «ЗТА-2.6» (D = 2640 мм, F = 10164 мм) рефлектор. Произведен в «ЛОМО» по проекту Баграта Иоаниссиани; в октябре 1976 года первый свет. Ситалловый «близнец» телескопа ЗТШ (КРАО), относительный фокус f/3,85, f/16 и f/40.
- «АЗТ-10» Метровый Шмидт (D = 1020/1350 мм, F = 2130 мм) зеркально-линзовый телескоп системы Шмидта (произведен в «ЛОМО»; установлен в 1960 году. С 1991 по 2014 год телескоп не работал. С 2006 года велись восстановительные работы, совместно с САО РАН). В ходе этих работ реконструирована и компьютеризирована система управления телескопом, установлена ПЗС-камера с наборами фотометрических светофильтров. С 2015 года телескоп снова продолжает участвовать в регулярных астрономических наблюдениях[20].
- «ВАУ» — Полуметровый телескоп системы семейства супершмидт[13] (D = 530/530 мм, F = 1800 мм) (1955 год, ЛОМО)
- 50-см рефлектор (установлен около 1952 года)
- 41-см Кассегрен (16 дюймов, был установлен не позднее 1955 года)
- PDS-1010A microdensitometer[21]

Инструменты станции АО ЛГУ:
- «АЗТ-3» — D = 457 мм, F = 2030 мм, рефлектор
- «АЗТ-14» — D = 480 мм, F = 7715 мм, рефлектор параболический (начало наблюдений с 1964 года)
- «ПИКС» — (Питающая ИнфраКрасная Система) ИК-телескоп D = 61 см, диапазон ИК спектра до 2,5 мкм, 1969 год

## Отделы обсерватории

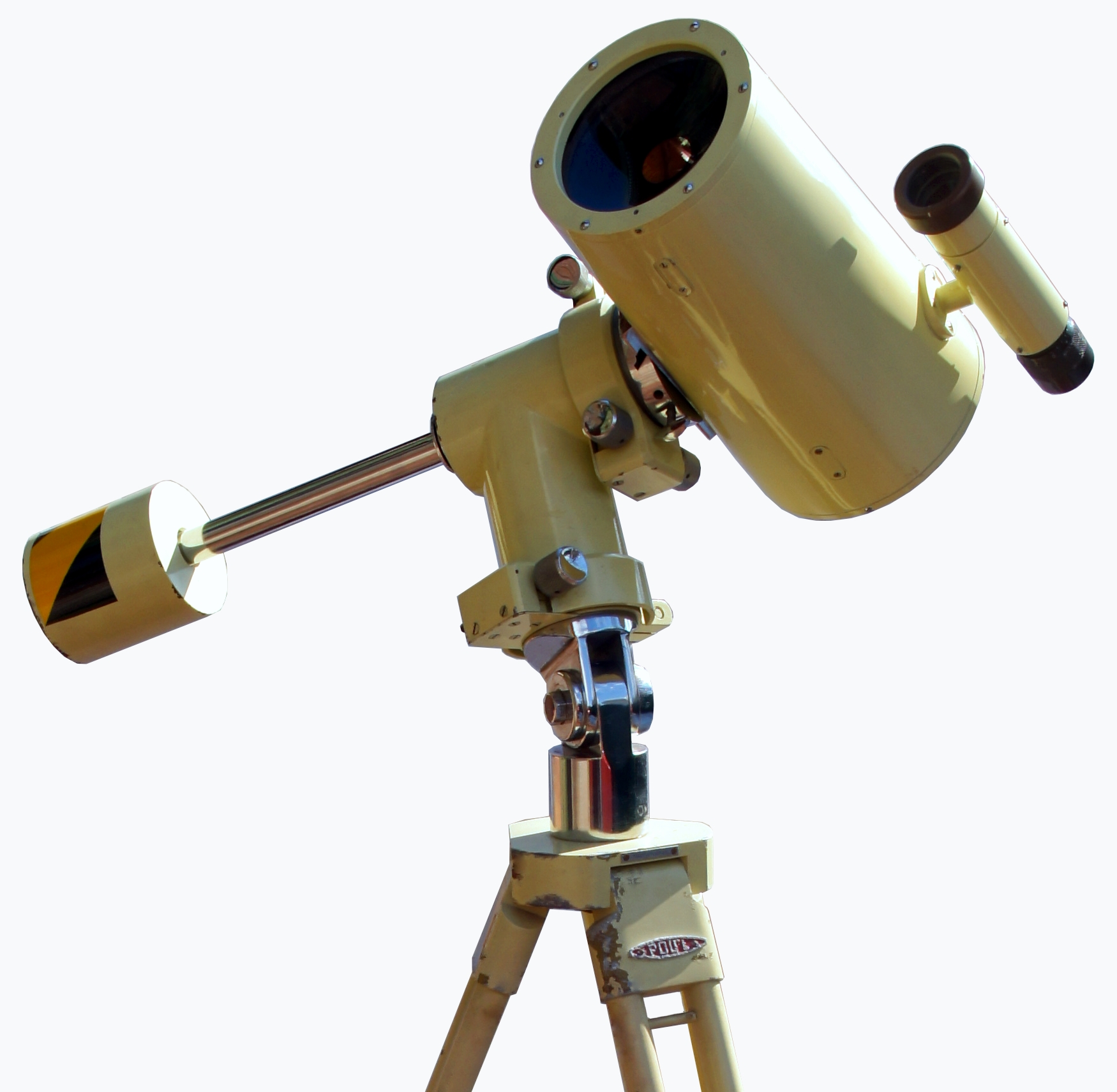
«БАМ-5A» — телескоп системы Максутова, производства Бюраканской оптико-механической лаборатории. Самый крупный (100 мм) нестационарный школьный телескоп СССР.

- лаборатория внеатмосферной астрономии (в 1988 году была)[23]
- лаборатория 1-м телескопа
- лаборатория 2,6-м телескопа
- Бюраканская оптико-механическая лаборатория (ранее оптико-механические мастерские)

Исследовательские группы
- Молодые звездообразные объекты
- Переменные звезды
- Активные галактики
- Армянская Виртуальная Обсерватория

## Направления исследований
- Поиск вспыхивающих звезд
- Поиск внегалактических объектов с УФ-континуумом
- Поиск голубых звездообразных объектов и звёзд позднего типа
- Объекты типа Хербига — Аро
- Фуоры (редкий тип нестационарных звёзд)
- Звёздные джеты (струи)
- Нестационарные явления среди звезд
- Отождествление ИК, радио и рентгеновских источников
- Наблюдательная космология
- Теория компактных космических объектов

## Основные достижения
- Открытие звёздных ассоциаций.
- Доказательство протекания в современную эпоху процессов звездообразования.
- Предложена новая концепция по активности ядер галактик.
- Разработана бюраканская концепция звездообразования.
- Новое объяснение излучения радиогалактик (в середине 1950-х годов).
- Работы в области теории переноса излучения.
- Открытие собственной поляризации звезд, многих нестационарных и экзотических объектов.
- Первый Бюраканский Обзор (First Byurakan Survey — FBS) — по поиску галактик с избытком УФ-излучения; 1965—1980 года — съёмка спектров с низким разрешением (2650 пластин, 20 000 000 спектров).
- Второй Бюраканский обзор (1978—1991 года).
- Открытие 1500 галактик с избытком УФ-излучения (галактики Маркаряна).
- Открытие множества сейфертовских галактик.
- За 30 лет наблюдений на 1-й камере Шмидта было получено около 10 000 фотографических пластинок, каждая из которых с полем зрения 4°×4° (16 квадратных градусов).
- Проектирование и постройка двух УФ космических телескопов «Орион» (1971 и 1973 года).
- Проектирование и постройка космического ультрафиолетового телескопа «Глазар», действовавшего на орбитальной станции «Мир» в 1987 году.

## Известные сотрудники
- Аракелян, Марат Арсенович
- Амбарцумян, Виктор Амазаспович
- Гурзадян, Григор Арамович
- Маркарян, Вениамин Егишевич
- Саакян, Гурген Серобович[26]
- Гаген-Торн, Владимир Александрович — работал на наблюдательной станции Ленинградского государственного университета
- Домбровский, Виктор Алексеевич

## Адрес обсерватории
Провинция Арагатцотн, село Бюракан, Республика Армения, 0213.